# Zgornje Duplje
Zgornje Duplje je naselje v Občini Naklo.